# Mirabandaces II Restúnio
Mirabandaces II (em grego: Μιραβανδάκης; romaniz.: Mirabandákēs), foi um príncipe armênio da família Restúnio do século IV, ativo no reinado dos rei Ársaces II (r. 350–368).

## Nome
Mirabandaces (Μιραβανδάκης, Mirabandákēs) ou Mitrobandaces (Μιθροβανδάκης, Mithrobandákēs) são as formas gregas do nome parta Mirbandaque (*Mihr-bandak), que por sua vez deriva do persa antigo Mitrabandaca (*Miθra-bandaka), "Servo de Mitra". Foi registrado em armênio nas formas Mirevandaque (Միհրեւանդակ, Mihrewandak), Meendaque (Մեհենդակ, Mehendak), Meandaque (Մեհանդակ, Mehandak) e Meundaque (Մեհունդակ, Mehundak); e em aramaico de Hatra como Mirbandaque (mhrbndq).

## Vida
Mirabandaces nasceu em data incerta. Foi naapates (chefe) da família Restúnio e nessa posição acompanhou Narses I, o Grande em sua consagração como católico da Armênia em Cesareia Mázaca. A julgar por sua posição, é associado ao Meém (Mehen) que, em 358, participou da embaixada de Narses para Constantinopla na qual foram libertados Genelo e Tirito, primos do rei. Na ocasião, presentes foram enviados sob seus cuidados e os demais nobres que o acompanharam.